# 다닐 하름스
다닐 이바노비치 하름스(러시아어: Даниил Иванович Хармс, 1905년 12월 30일 ~ 1942년 2월 2일)는 러시아 아방가르드의 대표적인 시인이자 극작가이다. 본래 성은 유바쵸프(Ювачёв)이며, 상트페테르부르그에서 태어났으며, 시베리아의 노보시비르스크 감옥에서 아사하였다. 하름스는 러시아 아방가르드 시인들의 모임 오베리우에서 활동하였다.

## 생애

### 유년 시절
다닐 이바노비치 유바쵸프(가명 다닐 하름스)는 1905년 12월 17일 상트페테르부르그에서 아버지 이반 파블로비치 유바쵸프(1860—1940)와 어머니 나제쥬다 이바노브나 유바쵸프(1860—1940)사이에서 태어났다. 하름스의 아버지는 정치, 종교, 문학 분야에 활동한 혁명가이자 지식인으로서 러시아 유명 작가 체호프과 톨스토이와 아는 사이였으며, 어머니는 출옥한 여성을 위한 쉼터를 운영하는 교육가였다. 하름스는 1915년 독일계 학교 페테르슐레 공과고등학교에 입학하였으며, 1915년 제트스코예 셀로에서 숙모 콜류바키나와 함께 생활하였다. 1924년 레닌그라드(현재의 상트페테르부르그)에 있는 전자기술대학에 등록하여 일년간 수학하였다.

### 문단 데뷔
하름스가 문단에 등단한 1920년대는 신경제정책(NEP)로 인해 주어진 자유로운 분위기 속에서, 수많은 문학 그룹들이 활동하고 활발한 토론과 실험들이 진행되는 시기였다. 하름스는 1925년 레닌그라드 시낭독회에서 문학적 데뷔를 하였으며, 이때부터 본격적으로 하름스라는 필명을 사용하기 시작하였다. 1926년 그의 시《철도 위의 사건》이 레닌그라드 시인동맹이 발간한 시집에 실려, 최초로 출판되었다. 1927년 하름스는 알렉산더 브베덴스키를 비롯한 다른 아방가르드 시인과 예술가들과 더불어 오베리우(ОБЕРИУ; 실재의 예술을 위한 연합)라는 시인단체를 창립하였으며 정기적으로 낭독회, 토론의 밤, 소극 상영, 강의 등을 가졌다. 그룹명이 시사하듯이 오베리우의 주된 관심은 '실재 예술'의 문제였으며, 이성만으로는 인지되거나 설명될 수 없는 실재를 설명하고자하였다.

### 정치적 수난 그리고 죽음
1931년 말 하름스는 "이해할 수 없는 시들로 산업 건설의 의미를 수행하는 인민들이 정신을 산만"하게 한다는 죄목으로 모스크바에 있는 자신의 아파트에서 체포당한다. 하름스는 1932년 6월 석방되어, 7월에 쿠르스크로 몇 달간 추방된 후 11월에 다시 레닌그라드로 돌아온다. 이후 아동책을 계속 썼으나 대부분 출판의 기회를 박탈당하였다. 이후 1941년 8월 하름스는 "패배주의적인 선전을 퍼뜨린" 죄로 또 다시 체포되었다. 그는 12월까지 레닌그라드에 있는 내무 인민위원부 감옥에 수감되었다가 시베리아의 노보시비르스크로 압송되었으며 감옥에서 아사하였다.

## 작품 세계

### 아방가르드 문학
젊었을 적에 하름스는 상징주의자 알렉산더 블록과 자움 시인 벨리미르 흘레브니코프의 시들을 외우곤 했다. 또한 하름스는 카지미르 말레비치,흘레브니코프 등을 필두로하는 러시아 미래주의(Futurism) 예술 사조를 일찍이 받아들였으며, 후에는 오베리우의 중심 일원으로서 시, 산문, 극 등을 집필하며 러시아 아방가르드 문학 운동을 진행하였다. 당시 그의 대표작으로는 《엘리자베타 밤(Елизавета Бам)》이 있다.《엘리자베타 밤》은 부조리극으로서 등장인물 간의 의사소통 단절, 플롯의 결여에 따른 시간의 파괴 등이 나타난다. 주목할 것은 이 희곡이 유럽 부조리극의 영향이 아닌 러시아의 독자적 흐름에서 탄생하였다는 것이다. 그러나 그의 작품은 이해할 수 없는 언어와 사건들로 이루어져있다는 이유로 여러 언론의 부정적 관심과 공격의 대상이 되었다.

### 아동 문학
1920년대 말부터 1930년 말까지 하름스는 아동문학잡지 《고슴도치(Ёж)》와 《화계(Чиж)》를 위해 일했으며,《어떻게 콜카판킨이 브라질로 날아갔고, 페트로 예르쇼프가 아무것도 믿지 않게 되었는지에 관하여》,《장난꾸러기 코르크 마개》,《놀이》,《100만》 등과 같은 다수의 아동책을 저술하였다. 그러나 하름스가 아동작가로서 입문하게 된 이유는 아이들에 대한 애정이나 사명감 때문은 아니었으며, 대부분 생계유지를 위한 글쓰기였다. 그러나 하름스는 아동문학작품을 쓰는 것에 뛰어난 재능이 있었으며, 그의 기이한 조어적 성향과 전형적이지 않은 사고는 많은 아이들의 사랑을 받았다. 아이들은 오베리우 시인들이 비난받았던 특징들, 감정의 순수함, 리듬의, 참시함, 기이한 조어적 경향, 전형적이지 않은 사고, 자움어, 형식에 대한 과도한 관심, 상상의 자유로움, 시공간의 해체 등을 있는 그대로 받아들이고 즐겼으며 이런 특징들은 당시 아동문학을 풍성하게 하는 역할을 했다 그러나 후에 그가 집필한 아동문학이 유물론적 가치를 위협하는 반소비에트적인 작품으로 취급당하면서, 하름스의 아동문학은 출판되기가 점점 더 어려워졌으며 그의 생활 또한 점점 더 궁핍해져갔다.

### 평가
소비에트시대에 하름스의 작품들은 금서로서 제대로 평가받지 못하다가 페레스트로이카 이후 현대가 되어서야 활발한 연구가 진행되고 있다. 그러나 이러한 연구는 하름스의 성인작품을 국한해서 이루어지고 있으며, 아동작품에 대한 연구는 그다지 주목받지 못하고 있는 실정이다.

## 하름스에 관한 흥미로운 사실들

### 하름스의 필명
사실 하름스는 다닐 하름스뿐만 아니라 다닐 단단이나, 하르담-샤르담, 차름스 등 약 40개가 넘는 다양한 필명을 지니고 있다. 그러나 주로 하름스를 필명으로 사용하였으며 이 필명은 프랑스어의 'charm'이란 의미와 영어의 'harm'이란 이중적인 의미를 지닌다. 이러한 이중적 의미는 작가로서 그가 지닌 매력과 그의 삶이 내포하는 고통과 좌절이란 측면에서 그의 특징을 단적으로 보여주기도 한다.

## 참고자료
- 다닐 하름스 (2004),《집에서 한 남자가 나왔다》, 김정아 엮음, 서울: 청어람 미디어.
- 박미령 (2011), 러시아 아동문학 속의 성인과 아동의 이중적 텍스트구조. 노어노문학, 23(1).
- 이은경 (2007), 다닐 하름스의 『엘리자베따 밤』에 나타난 부조리의 시간성과 자움어. 노어노문학, 19(1).
- 이지연. (2011), 부조리에 대한 변론 : 오베리우 미학과 ‘진정한 실재’의 탐구, 노어노문학, 23(1).
- Kharms, D (2007), Today I Wrote Nothing: The Selected Writing of Daniil Kharms, New York : Overlook Press.